# Henrik Ruhe
Henrik Sven Daniel Ruhe, född den 2 april 1946 i Jönköping, är en svensk jurist. Han är son till Sven Ruhe och bror till Axel Ruhe. 
Efter studentexamen vid Jönköpings högre allmänna läroverk 1966 studerade Ruhe vid Lunds universitet, där han avlade juris kandidatexamen 1972. Under studietiden i Lund var Ruhe ordförande för Konservativa studentföreningen. Han genomförde därefter notarie- och fiskalsaspirantstjänstgöring. Efter tjänstgöring vid Domstolsverket, som tingsfiskal vid Falköpings och Skövde tingsrätter och som adjungerad ledamot i Göta hovrätt blev Ruhe assessor 1984. Han blev avdelningsdirektör vid Lantbruksstyrelsen senare samma år och krigsråd och chef för juridiska enheten vid Försvarets civilförvaltning i Karlstad 1989. Ruhe blev revisionssekreterare vid Högsta domstolen 1995 och var domstolens kanslichef mars-maj 1997. Han blev tillförordnad rådman i Norrtälje tingsrätt 1997 och lagman i Skövde tingsrätt 1998.